# 里卡多·維達爾
里卡多·提托·傑明·維達爾（菲律賓語：Ricardo Tito Jamin Vidal：1931年2月6日—2017年10月18日），是菲律賓籍天主教司鐸級樞機。曾出任宿務總教區總主教。

## 生平

### 早期生活
維達爾生於1931年2月6日，菲律賓呂宋島中部馬林杜克省的小村莊Mogpog。他就讀於奎松省的小神學院和在馬尼拉馬卡蒂的聖嘉祿·鮑榮茂神學院，他也在聖方濟各·沙雷氏神學院學習哲學。他於1955年9月24日任命為執事，和在1956年3月17日在盧塞納教區晉鐸。晉鐸後致力於培育鐸職的候選青年。

### 晉牧
1971年11月30日晉牧，並被時任教宗若望·保祿二世任命為馬洛洛斯教區助理主教，領銜克拉斯特爾奈教區主教。1973年8月22日，改任命為利巴總教區總主教。1981年4月13日，擔任宿務總教區助理主教。1982年8月24日，升任為宿務總教區總主教。

### 擢升樞機
1985年5月25日被任為司鐸級樞機。1986年至1987年期間出任菲律賓天主教主教會議主席，及1985年至1994年被任命為亞洲主教團的常務委員會召集人。他曾是聖座萬民福音部、教育部和宗座醫療牧靈理事會成員。他曾參與2005年教宗選舉秘密會議，當時分別選出的是教宗本篤十六世。1985年至1987年擔任菲律賓主教團主席。直到2011年1月13日榮休，及由若澤·帕爾馬接替成為宿務總教區正權總主教。

### 去世
2017年10月18日上午，維達爾樞機在菲律賓宿霧省宿霧市去世，享年86歲。同年10月26日，三位菲律賓籍樞機：類思·安多尼·塔格萊、高登西奧·羅薩萊斯和奧蘭多·克韋多，與約二十四位主教及五百位神父一同為維達爾於宿霧市舉行葬禮彌撒和遊行。約五萬五千名民眾參與，政府部署了至少八百名員警維持秩序。維達爾樞機的靈柩安置於有一個世紀之久的老馬車上，環繞整個宿霧市遊行。遺體稍後被安葬在宿霧主教座堂大院內的陵墓裡。

## 逸聞
1937年2月，國際聖體大會在菲律賓馬尼拉召開，維達爾時年6歲，在會中初領聖體。79年後的2016年1月，國際聖體大會再次在菲律賓舉辦，地點即在維達爾曾任總主教的宿務市，維達爾以榮休總主教及樞機身分與會。